# آستن اسمیت
آستن جول اسمیت (انگلیسی: Austen Jewell Smith؛ زادهٔ ۲۳ ژوئیهٔ ۲۰۰۱) ورزشکار تیراندازی اهل ایالات متحده آمریکا است. او در رشتهٔ شاتگان در جام جهانی تیراندازی ۲۰۲۱ که در لوناتو دل گاردا ایتالیا برگزار شد، موفق به کسب مدال طلا شده است.
اسمیت در بازی‌های المپیک تابستانی ۲۰۲۰ به‌عنوان جوان‌ترین عضو تیم تیراندازی ایالات متحده حضور داشته است و در بازی‌های المپیک تابستانی ۲۰۲۴ نیز موفق به کسب مدال برنز در رشتهٔ تیراندازی به پرتابهٔ زنان شده است.